# Air Lithuania
Air Lithuania – była litewska regionalna linia lotnicza z siedzibą w Kownie, Litwa. Linie te oferowały przeloty regularne, czarterowe, świadczyły usługi przewozu towaru oraz wypożyczały samoloty. Głównymi bazami przewoźnika były: Port lotniczy Kowno oraz Port lotniczy Połąga.

## Historia
Linie Air Lithuania powstały 13 września 1991 jako przedsiębiorstwo państwowe, które było oparte na likwidowanym oddziale Aerofłotu w Kownie. Pierwsze regularne loty linie wykonały w lutym 1993 z Kowna do Budapesztu. 17 lipca 1995 linie zostały przekształcone w Spółkę Akcyjną. W 1997 udziały Air Lithuania zostały przeniesione do innej litewskiej linii lotniczej – Lithuanian Airlines. W listopadzie 2005 Air Lithuania ogłosiła upadłość. Była to pierwsza linia lotnicza na Litwie, która upadła.
W 2004 linie przewiozły 54 500 pasażerów. Początkowo linie używały samolotów Tu-134 oraz Jak-42. Potem samoloty te zastąpiły europejskie ATR 42.

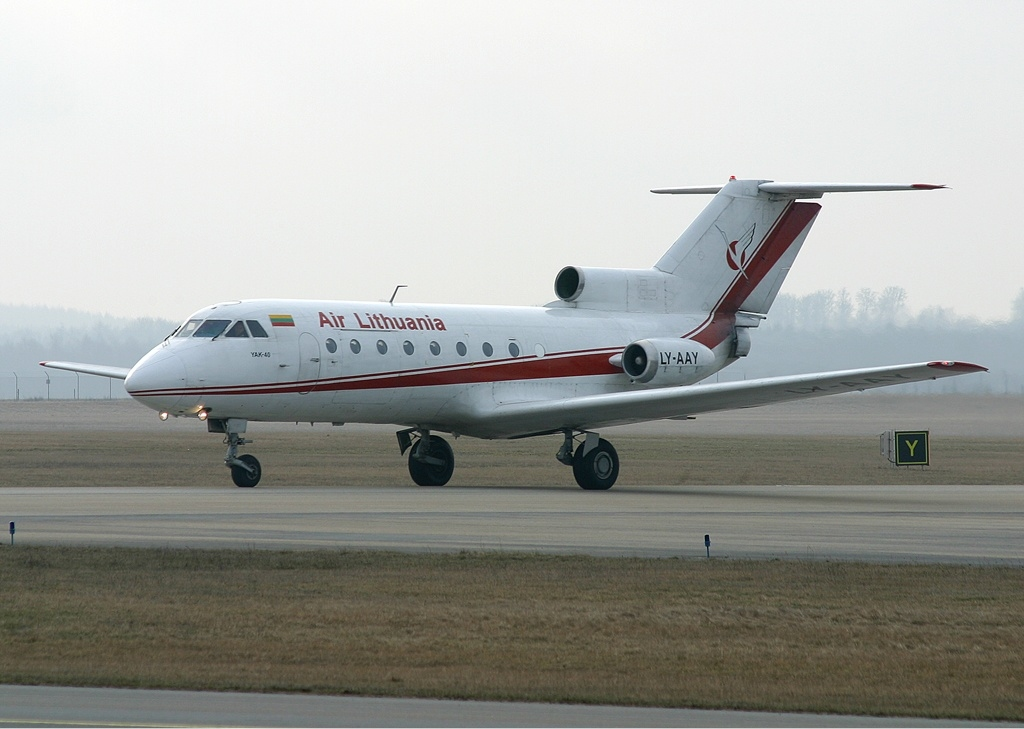
Jak-40 Air Lithuania

## Kierunki lotów
Pod koniec swojej działalności linie oferowały loty krajowe na trasie Kowno – Połąga.
Kierunki zagraniczne przewoźnika w 2004 to:
 Billund,  Hamburg,  Malmö,  Oslo